# Jeanne Calment
Jeanne Louise Calment (pronunciación francesa: [ʒan lwiz kalmɑ̃]ⓘ; Arlés, Bocas del Ródano, 21 de febrero de 1875-ib., 4 de agosto de 1997) fue una supercentenaria francesa, conocida por ser la persona más longeva de la historia según los registros documentales, al alcanzar la edad de 122 años y 164 días.
Residió durante toda su vida en la ciudad de Arlés, al sur de Francia. Tuvo una vida acomodada, pero ninguno de sus familiares alcanzó una edad semejante. Calment saltó a la esfera pública a la edad de 113 años durante la conmemoración del centenario de la visita de Vincent van Gogh a Arlés. En esa ocasión, fue entrevistada por periodistas dado que aseguró haber conocido al pintor en su niñez. Su vida ha sido ampliamente documentada por estudios científicos, aunque no existe consenso en torno a los factores que hicieron que Calment alcanzara la edad de 122 años. 
Según los registros censales, Calment sobrevivió a sus padres, sus hermanos, su marido, su hija y su nieto. En enero de 1988, se dio a conocer públicamente que era la persona viva de mayor edad, y en 1995, a los 120 años, fue declarada la persona documentada de mayor edad que haya existido jamás. El amplio estudio médico de su figura hace que sea la supercentenaria con la mayor cantidad de pruebas que confirman su longevidad. Calment es la única persona en la historia de la cual se confirmó verdaderamente que alcanzó las edades de 120, 121 y 122 años.

## Biografía

### Antecedentes familiares y primeros años

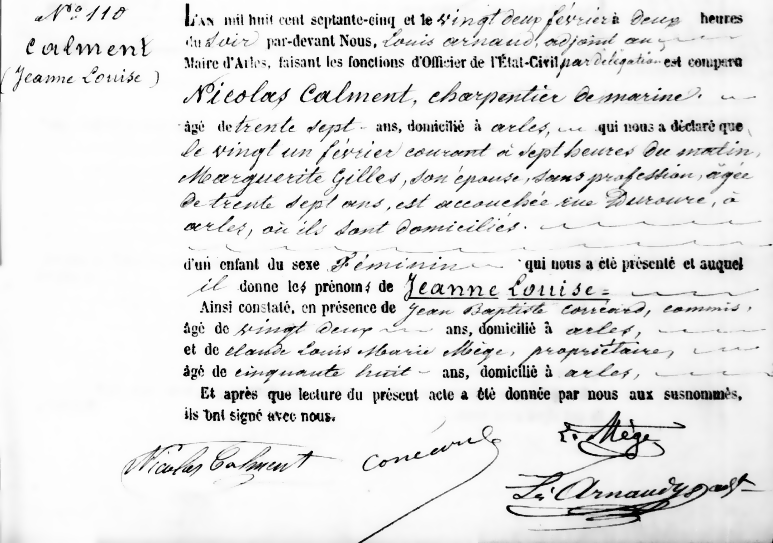
Acta de nacimiento de Calment.

Jeanne Calment nació en una casa sobre la calle du Roure en Arlés, Bocas del Ródano, Provenza el 21 de febrero de 1875. Su padre, Nicolas Calment (28 de enero de 1838-22 de enero de 1931), fue un constructor de barcos, y su madre, Marguerite Guilles (20 de febrero de 1838-18 de septiembre de 1924), pertenecía a una familia de molineros; ambos contrajeron matrimonio el 16 de octubre de 1861 en Arlés.
Algunos de sus familiares más cercanos también alcanzaron una edad avanzada: su hermano mayor, François (25 de abril de 1865-1 de diciembre de 1962), vivió hasta los 97 años, su padre hasta una semana antes de cumplir los 93 años y su madre hasta los 86. Jeanne fue la menor de al menos cuatro hijos, ya que el número exacto de los hermanos es incierto. Si bien solo sabía que tenía un hermano más aparte de François, también se registraron dos hermanas más, Antoine ―nacida el 31 de agosto de 1862 y fallecida a los 4 años el 24 de julio de 1867― y Marie ―nacida el 28 de octubre de 1863 y fallecida a los 3 días de nacer el 31 de octubre de 1863―.
Calment asistió a la escuela primaria de la iglesia de la señorita Benet desde los 7 años hasta su primera comunión, y luego prosiguió sus estudios secundarios en una escuela local, de donde se graduó a los 16 años con un diploma nacional de tercer ciclo. Cuando se le preguntó sobre su rutina diaria mientras estaba en la escuela primaria, respondió que «cuando eres joven, te levantas a las ocho en punto». En lugar de un desayuno fuerte, tomaba café con leche o chocolate caliente, y al mediodía su padre la recogía de la escuela para almorzar en casa antes de regresar a la escuela por la tarde. En los años subsiguientes, continuó viviendo con sus padres mientras desarrolló aficiones como la pintura y el piano.

### Matrimonio, descendencia y vida adulta

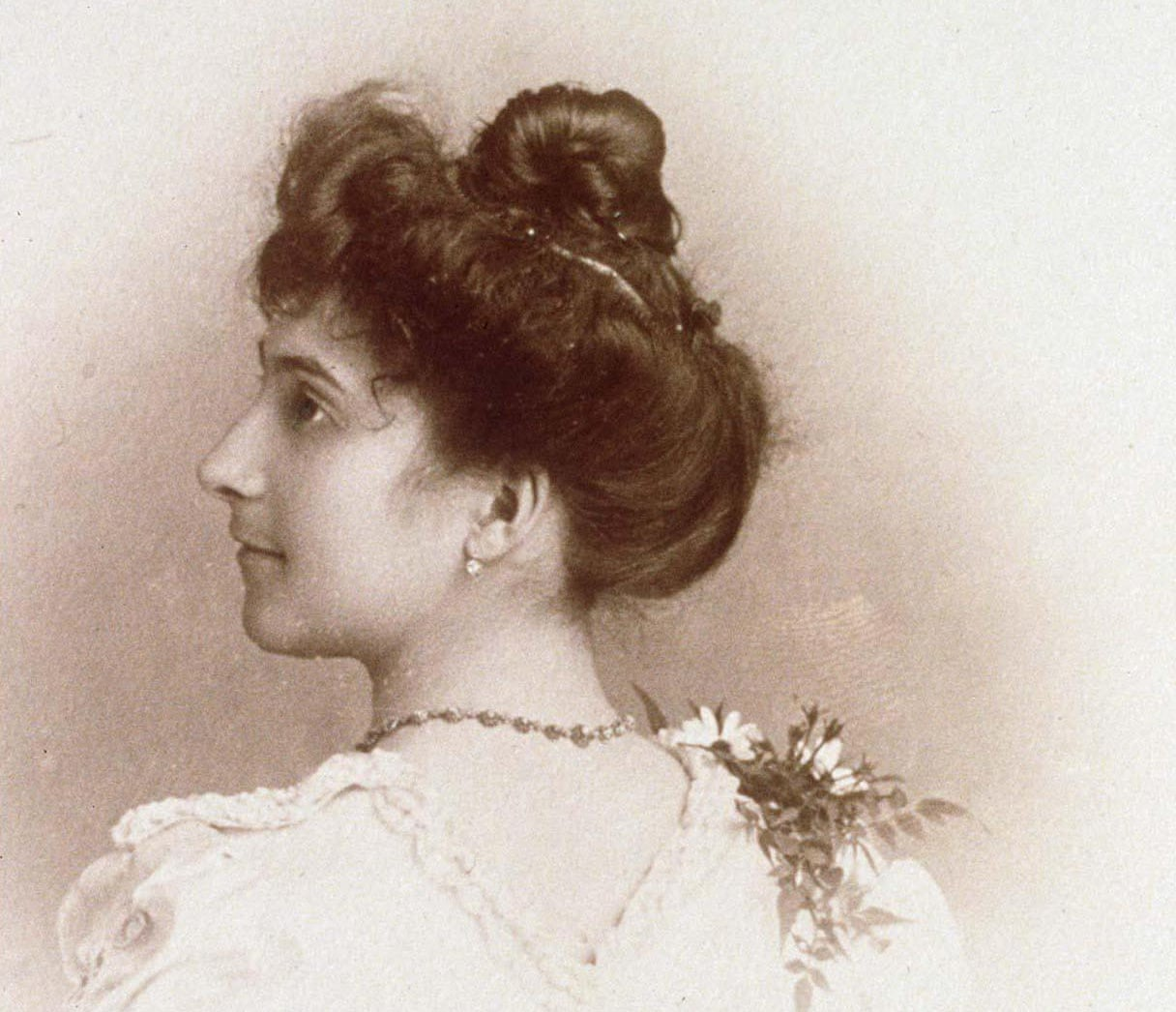
Calment a la edad de 20 años, 1895.

El 8 de abril de 1896, a la edad de 21 años, se casó con su primo segundo —sus abuelos paternos eran hermanos y sus abuelas paternas eran hermanas— Fernand Nicolas Calment (1868-1942), un rico propietario de tienda, ante el notario Victor Lucien Arnaud. Él había comenzado a cortejarla cuando tenía 15 años, pero ella era «demasiado joven para estar interesada en chicos». Fernand era heredero de un negocio de cortinas ubicado en un edificio clásico de estilo provenzal en el centro de Arlés, y la pareja se mudó a un espacioso apartamento encima de la tienda familiar. Jeanne empleó sirvientes y nunca tuvo que trabajar dado que la riqueza de su marido posibilitó que llevara una vida de ocio dentro de la alta sociedad de Arlés y practicara algunas aficiones, como la esgrima, el tenis, el ciclismo, la natación, el patinaje, el piano y la ópera. En el verano, la pareja se quedaba en Uriage para practicar montañismo en el glaciar y también iban a cazar conejos y jabalíes en las colinas de Provenza, utilizando un rifle de 18 mm, pero a Calment no le gustaba dispararle a los pájaros. Dio a luz a su única hija, una niña llamada Yvonne Marie Nicolle Calment, el 19 de enero de 1898. Yvonne se casó con el oficial del ejército Joseph Billot el 3 de febrero de 1926, y su único hijo, Frédéric, nació el 23 de diciembre del mismo año. Al estallar la Primera Guerra Mundial, el marido de Jeanne, Fernand, que tenía 46 años, fue considerado demasiado mayor para servir en el ejército.
Yvonne murió el día de su cumpleaños n.º 36 el 19 de enero de 1934 a causa de una pleuresía, tras lo cual Jeanne se hizo cargo de su nieto de siete años, aunque vivía con su padre en el apartamento vecino. La Segunda Guerra Mundial tuvo poco efecto en la vida de Jeanne y señaló que los soldados alemanes dormían en sus habitaciones, pero «no se llevaban nada», por lo que no les guardaba rencor. Su marido murió en 1942 a los 73 años, después de que ambos comieran un postre con cerezas contaminadas. En el censo de 1954, aún estaba registrada en el mismo apartamento, junto con su yerno, el coronel retirado Billot, viudo de Yvonne; los documentos del censo enumeraron a Jeanne como «madre» en 1954 y «viuda» en 1962. Su nieto, el otorrinolaringólogo Frédéric Billot, vivía al lado con su esposa Renée. Su hermano François murió en 1962, a la edad de 97 años, su yerno Joseph murió en enero de 1963 y su nieto Frédéric murió en un accidente automovilístico en agosto del mismo año a la edad de 36 años.
En 1965, a los 90 años y sin herederos naturales, Jeanne Calment firmó un acuerdo para vender su antiguo apartamento con reserva de usufructo vitalicio (hipoteca inversa) al notario André-François Raffray ―entonces de 47 años―, mediante un contrato de contingencia por el que este le otorgaba un pago mensual hasta su muerte. A pesar de que accedió a pagar una suma mensual de 2500 francos hasta que Calment muriera, Raffray nunca imaginó que Calment llegaría a vivir 122 años (32 años más) y terminó abonándole aproximadamente un millón de francos (unos 150.000 €), cifra que equivalía al doble del valor del apartamento. Raffray murió víctima de cáncer treinta años después, en 1995, a los 77 años, y su viuda continuó el pago hasta el deceso de Calment el 4 de agosto de 1997. La anciana hizo referencia a la situación diciendo: «En la vida, a veces se hacen malos negocios». Sin embargo, desde que cumplió 110 años en 1985 hasta su muerte con 122, Calment residió en una residencia de ancianos, por lo que su piso en el centro de Arlés estuvo vacío y siguió cobrando dinero por él. Durante todos esos años, Calment solía decirles en forma de broma que «competía con Matusalén».

### Reconocimiento y récords de longevidad
En 1985, la vista de Calment se deterioró y, mientras cocinaba, causó un pequeño incendio en su apartamento. Tras el episodio, se trasladó con 110 años por voluntad propia a un hogar de ancianos. En 1986, Calment se convirtió en la persona viva de mayor edad en Francia a la edad de 111 años. Su notoriedad internacional se intensificó en 1988, cuando la conmemoración del centenario de la visita de Vincent van Gogh a Arlés le brindó la ocasión de ser entrevistada por los periodistas. Comentó que en el momento en que se había encontrado con van Gogh, cien años antes, cuando era una niña de apenas 13 años de edad y él había ido al taller de tejido de su tío para comprar unas lonas, lo notó «sucio, mal vestido, desagradable, muy feo, descortés, grosero y enfermo». Recordó que van Gogh la miró con condescendencia, como si no le importara, y agregó que «era conocido en el pueblo», «olía a alcohol» y «frecuentaba burdeles», aunque Calment dijo que perdonaba al pintor por sus malos modales. Durante los reportajes, Calment también recordaba la venta de lápices de colores para Van Gogh y la construcción de la torre Eiffel. A la edad de 114 años, apareció brevemente en la película canadiense de 1990, Vincent and Me, mientras caminaba al aire libre y respondía preguntas, convirtiéndose de ese modo en la persona de mayor edad en haber actuado en una película.
Fue incorporada a El libro Guinness de los récords en 1988 como la persona viva más longeva del mundo cuando tenía 112 años. Sin embargo, el Grupo de Investigación en Gerontología validó posteriormente la edad de Easter Wiggins (1 de junio de 1874-7 de julio de 1990), lo que significa que en realidad Calment se convirtió en la persona viva más longeva del mundo en 1990. El 17 de octubre de 1995, se convirtió en la persona más vieja jamás conocida después de haber superado el caso (actualmente verificado como falso) de Shigechiyo Izumi de Japón. Como resultado de que se retiró la validación de Izumi, Calment era la persona de mayor edad jamás conocida desde que superó la edad de Easter Wiggins el 30 de marzo de 1991. Superando con creces cualquier otra esperanza de vida humana verificada, Calment es ampliamente reconocida como la supercentenaria mejor documentada jamás registrada. Por ejemplo, fue incluida en catorce registros censales, comenzando en 1876 cuando era una niña de un año. Fue también la última persona viva documentada nacida en la década de 1870 tras la muerte de la supercentenaria japonesa Tane Ikai, acaecida el 12 de julio de 1995 a los 116 años. 
En 1995, se estrenó una película documental sobre su vida, titulada Beyond 120 years with Jeanne Calment. En 1996, se presentó Time's Mistress, un disco compacto de cuatro pistas donde Calment habla acompañada de un fondo de rap. Después de la muerte de Calment, a los 122 años y 164 días, la canadiense Marie-Louise Meilleur, que entonces tenía casi 117 años, se convirtió en la persona viva validada de mayor edad. Se hicieron varias afirmaciones de personas que dijeron haber superado la edad de Calment, pero ninguna ha sido probada. Durante aproximadamente tres décadas, Calment ha mantenido el estatus del ser humano de mayor edad validada por los estándares modernos.

### Fallecimiento

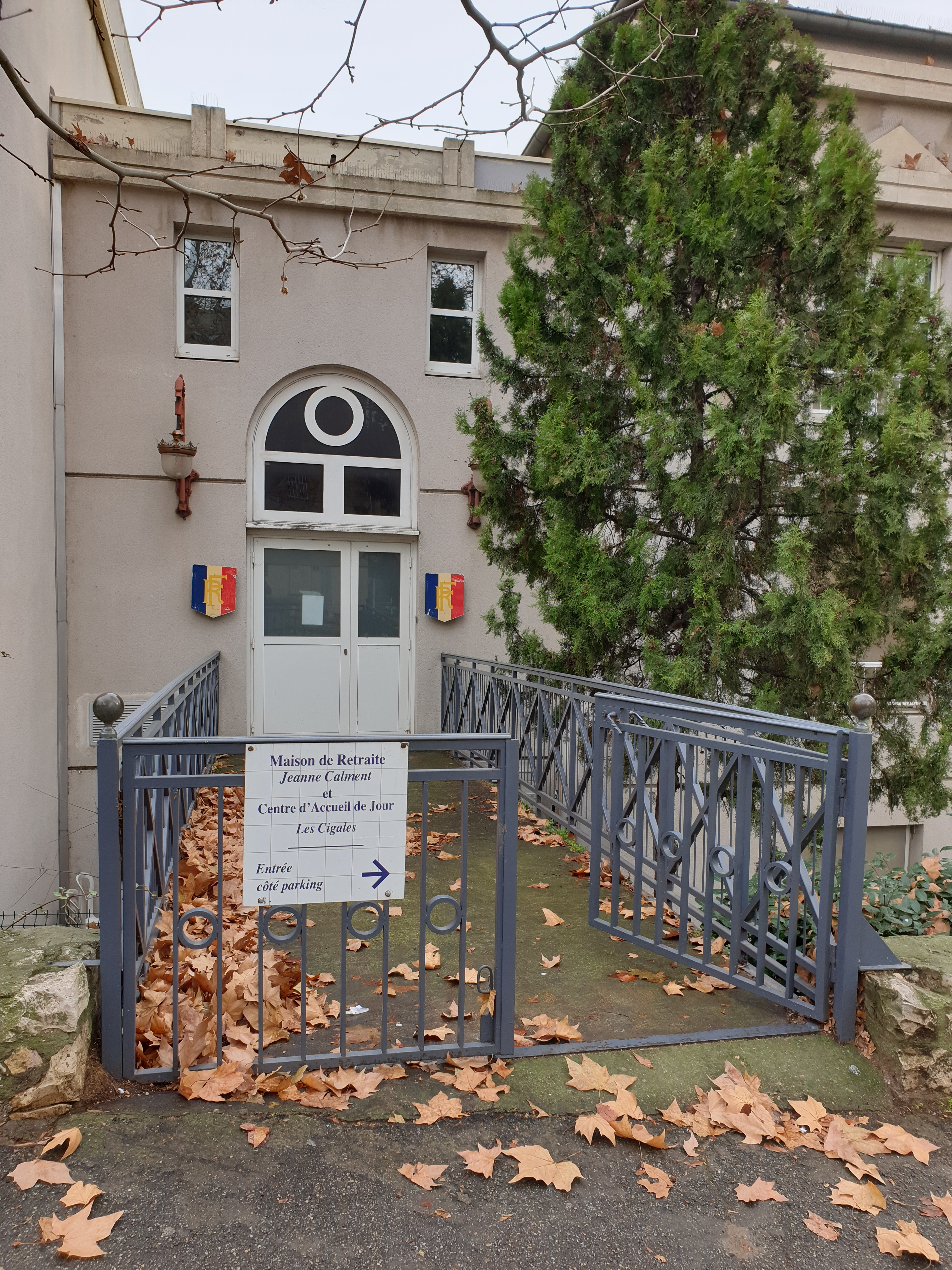
Asilo de ancianos de Arlés, donde residió Calment desde los 110 años hasta su muerte el 4 de agosto de 1997. Tras su deceso, fue bautizado con su nombre.

En su cumpleaños número 122, el 21 de febrero de 1997, se anunció que no haría más apariciones públicas, ya que su salud se había deteriorado seriamente. Falleció el 4 de agosto de 1997a las 10:45 CET en su residencia de ancianos en Arlés a la edad de 122 años y 164 días debido a causas no especificadas. El New York Times citó a Robine diciendo que había permanecido en buen estado de salud, aunque casi ciega y sorda, hasta tan solo un mes antes de su muerte. Sus restos fueron inhumados dos días después en el panteón familiar del cementerio de Trinquetaille en la más estricta privacidad. Se celebró una misa en presencia de su familia, personal de enfermería de la residencia de ancianos y el vicealcalde Michel Vauzelle. Al día siguiente, se le rindió un homenaje popular durante una misa en la iglesia de San Trófimo.
El presidente de la República, Jacques Chirac, señaló que «durante sus cumpleaños, que suscitaron el asombro y la admiración del mundo, los franceses habían establecido una relación de afecto con la gran dama». Según él, «si bien era sensible a la atención que se le dedicaba en cada uno de sus cumpleaños, también le divertía un poco toda esta agitación mediática». El primer ministro Lionel Jospin rindió homenaje a su memoria al recordar «el cariño y la simpatía de los franceses por la mujer que fue la persona más anciana de la humanidad». También rindió homenaje a «la dignidad de Jeanne Calment» así como a «la calidad del personal de las instituciones que la acompañaron hasta el final de su vida».
Un estudio científico publicado en 2016 por la revista Nature predijo que su longevidad excepcional probablemente nunca será igualada. Esos resultados fueron ratificados por un estudio holandés que estimó que la «barrera invisible» de la esperanza de vida humana es de 115,7 años para las mujeres. Sus conclusiones fueron, sin embargo, contradichas por el caso de los centenarios que posteriormente superaron ese límite de edad, así como por un estudio posterior de la Universidad de Roma La Sapienza, que sugirió que, para los seres humanos, ese límite aún no se ha alcanzado.

## Recibimiento de títulos y controversia
Después de una entrevista en 1988, a la edad de 113, Calment recibió el título de la «persona viva más vieja del mundo» otorgado por el Libro Guinness de los récords. Sin embargo, en 1989, el título le fue retirado y otorgado a Carrie C. White de Florida, que manifestó haber nacido un año antes que Calment, aunque luego se demostró que fue una reclamación de edad falsa con la investigación de un censo posterior. A la muerte de White, el 14 de febrero de 1991, Calment se convirtió en la persona más vieja del mundo apenas una semana antes de cumplir 116 años. El 17 de octubre de 1995, cuando contaba 120 años y 238 días, pasó a convertirse en la persona verificada más longeva de toda la historia, tras superar a Shigechiyo Izumi, de Japón, cuya edad —120 años y 237 días en el momento de su muerte en 1986, el día del 111.º cumpleaños de Calment— resultó ser falsa tras las pertinentes investigaciones realizadas años después. Descartados los casos de Izumi y White, Calment fue la segunda persona documentada hasta ese momento en haber alcanzado la edad de 115 años luego de Augusta Holtz. También es la única persona que vivió indiscutiblemente 120 años —y más—.
Calment tiene el récord de ser la persona más anciana durante el mayor período de tiempo con nueve años y siete meses, a partir de la muerte de Florence Knapp, el 11 de enero de 1988, hasta su propia muerte el 4 de agosto de 1997. Calment batió el récord de longevidad confirmada —el anterior lo sustentaba Anna Eliza Williams, que murió a la edad de 114 años y 208 días, en 1987— por casi ocho años. Romper la anterior marca de edad por tanto tiempo es en sí mismo otro récord. Antes de Calment, la única persona que superó la marca de longevidad confirmada por más de un año fue Delina Filkins, que en 1928 fue la primera en alcanzar los 113 años. Filkins sobrepasó el anterior récord de longevidad confirmada por algo más de dos años. Además de ser la persona verificada más vieja de la historia y la última en haber conocido a Vincent van Gogh, Calment fue la última persona viva documentada nacida en la década de 1870. Tras su muerte, Marie Louise Meilleur ―entonces de 116 años― se convirtió en la persona viva más anciana del mundo.
En 1994, la ciudad de Arlés solicitó información sobre los documentos personales de Calment para contribuir a los archivos de la ciudad. Sin embargo, según se informó, por orden de Calment, sus documentos y fotografías familiares fueron quemados selectivamente por una pariente lejana, Josette Bigonnet, prima de su nieto. La verificación de su edad comenzó en 1995, cuando cumplió 120 años, y se llevó a cabo durante un año completo. Le hicieron preguntas acerca de detalles sobre familiares, personas y lugares de sus primeros años, por ejemplo, maestros o criadas. Se hizo mucho hincapié en una serie de documentos de censos de población, en los que Calment apareció nombrada entre 1876 y 1975. La pertenencia de la familia a la burguesía católica local ayudó a los investigadores a encontrar cadenas de pruebas documentales que corroboraran la información. El padre de Calment había sido miembro del consejo municipal y su marido había sido propietario de un gran negocio de cortinas y ropa. La familia Calment vivía en dos apartamentos situados en el mismo edificio que la tienda, uno para ella, su marido y su madre, y otro para su hija Yvonne, su marido y su hijo. En el local también estaban registrados varios empleados domésticos.

### Controversia con respecto a la edad
Los demógrafos destacaron que la edad de Calment es un caso atípico, ya que su esperanza de vida es varios años mayor que la de las siguientes personas de mayor edad jamás documentadas, donde las diferencias suelen ser de meses o semanas, lo que dio lugar a varias especulaciones sobre la autenticidad de su edad. En 2018, el gerontólogo ruso Valery Novoselov y el matemático Nikolay Zak revivieron la hipótesis de que Jeanne murió en 1934 y su hija Yvonne, nacida en 1898, adquirió la identidad oficial de su madre y, por lo tanto, tenía 99 años cuando murió en 1997. Casi al mismo tiempo, una serie de publicaciones relacionadas del bloguero de gerontología Yuri Deigin, tituladas «J'Accuse!», se volvieron virales en Medium. Esta hipótesis fue considerada débil por los expertos en longevidad, como el gerontólogo francés Jean-Marie Robine, quien señaló que durante su investigación, Calment había respondido correctamente a preguntas sobre cosas que su hija no podría haber sabido de primera mano. Robine también descartó la idea de que los residentes de Arlés pudieran haber sido engañados. Otro médico que ayudó a verificar los registros de Calment dijo que el equipo consideró la hipótesis del cambio de identidad mientras Calment aún estaba viva porque parecía más joven que su hija en las fotografías, pero discrepancias similares en esos niveles de envejecimiento son encontradas comúnmente en familias con miembros centenarios.
Después de consultar a varios expertos, The Washington Post escribió que «estadísticamente improbable no es lo mismo que estadísticamente imposible», que las afirmaciones de Novoselov y Zak fueron generalmente rechazadas por la abrumadora mayoría de los expertos y las encontraron «carentes, si no directamente deficientes». En septiembre de 2019, varios científicos franceses publicaron un artículo en The Journals of Gerontology señalando imprecisiones en el artículo de Zak et al.

Su hija Yvonne Calment frente a la iglesia de San Trófimo en Arlés, 1920. Esta foto fue etiquetada erróneamente como un retrato de Jeanne a los 22 años en muchas ocasiones.

El equipo presentó pruebas para respaldar la edad de Calment (incluidos múltiples documentos oficiales, datos del censo y evidencia fotográfica) y también argumentó que, de hecho, era estadísticamente posible llegar a su edad. Los autores criticaron a los defensores de la hipótesis del cambio de identidad y pidieron la retractación del artículo de Zak. En febrero de 2020, Zak y Philip Gibbs publicaron una evaluación en la que aplicaron el teorema de Bayes a la cuestión de su autenticidad, señalando que, si bien era subjetiva, daba «una probabilidad del 99,99 % de un cambio de identidad en el caso de la señora Calment». François Robin-Champigneul y Robert Young comentaron los hallazgos de Zak y Gibbs, y Robin-Champigneul dijo que «parece ser, de hecho, un análisis subjetivo y no riguroso», y Young dijo que «ignorar los hechos reales del caso y unir opiniones en un análisis "bayesiano" es simplemente hacer un mal uso de una herramienta matemática». Young descubrió que «ya se había demostrado de forma muy sólida que Jeanne tenía 122 años», pero que todavía era necesario realizar un biomuestreo para comprobar «los biomarcadores de una longevidad extraordinaria». Robin-Champigneul afirmó que «la hipótesis de un intercambio de identidad con su hija no parece ni siquiera realista dado el contexto y los hechos, y no está respaldada por pruebas».
Dado que Jeanne Calment tuvo 16 tatarabuelos distintos mientras que su hija Yvonne tuvo solo 12, los genetistas notaron que la cuestión de la identidad podría resolverse fácilmente mediante una prueba de ADN autocigótico si se dispusiera de una muestra de sangre o tejido.

## Salud y estilo de vida
En la televisión declaró: «Nunca he estado enferma, nunca jamás». A los 20 años, se le descubrieron cataratas incipientes cuando sufrió un episodio importante de conjuntivitis y luego de casarse a los 21 años, la riqueza de su marido le permitió vivir sin trabajar. Toda su vida cuidó su piel con aceite de oliva y un puff de polvos. En un momento no especificado de su juventud, sufrió migrañas y su marido la introdujo en el hábito de fumar, ofreciéndole cigarrillos después de las comidas, pero no lo hacía fuera de estas ocasiones. Calment continuó fumando seis cigarrillos diarios en sus años de vejez hasta que cumplió 117 años, luego de tener problemas para guiarse los cigarros a la boca debido a sus cataratas. En la edad de jubilación, se rompió el tobillo, pero antes de eso nunca había sufrido lesiones importantes y, de hecho, continuó montando en bicicleta hasta su centenario.
Después de que su hermano, su yerno y su nieto fallecieran entre 1962 y 1963, Calment no tenía ningún familiar con vida, por lo que vivió sola desde los 88 años hasta poco antes de cumplir 110 años, cuando decidió mudarse a un asilo de ancianos. Su mudanza se precipitó por el invierno de 1985, que congeló las tuberías de agua de su casa (nunca usó la calefacción en invierno) y le produjo congelamiento en las manos. Alrededor de los 100 años, se fracturó la pierna, pero se recuperó rápidamente y pudo caminar de nuevo. Calment aún estaba en buena forma y era capaz de caminar hasta que se fracturó el fémur en una caída a la edad de 114 años y 11 meses, lo que requirió una cirugía. Después de su operación, necesitó utilizar una silla de ruedas. En 1994, pesaba 45 kilogramos (99 libras). Poco antes de su cumpleaños 116, enfermó de gripe, pero logró reponerse.
La propia Calment atribuyó su longevidad y su estado relativamente saludable para su edad al aceite de oliva, el cual vertía en todos sus alimentos y lo utilizaba para frotarse la piel, así como a una dieta de vino de Oporto y a la ingesta de casi un kilo de chocolate a la semana.

### Rutina diaria
Tras su ingreso en la residencia de ancianos Maison du Lac en enero de 1985, a la edad de casi 110 años, Calment siguió inicialmente una rutina diaria muy conductual. Pidió que la despertaran a las 6.45 a. m. y comenzaba el día con una larga oración en su ventana, agradeciendo a Dios por estar viva y por el hermoso día que comenzaba. A veces preguntaba en voz alta la razón de su longevidad y por qué era la única que seguía viva en su familia. Sentada en su sillón, hacía gimnasia con sus auriculares estéreo y sus ejercicios incluían flexiones y estiramientos de las manos, luego de las piernas. Las enfermeras notaron que se movía más rápido que otros residentes que eran 30 años más jóvenes; por otro lado, su desayuno consistía en café con leche y galletas.
Se lavaba sin ayuda con una franela en lugar de ducharse, aplicándose primero jabón, luego aceite de oliva y polvos en la cara. Lavaba su propia copa y cubiertos antes de proceder al almuerzo, y le gustaba el daube (carne estofada), pero no le agradaba el pescado hervido. Accedía a un postre con cada comida y decía que, si pudiera elegir, comería alimentos fritos y picantes en lugar de los alimentos insípidos del menú. Se preparaba ensaladas de frutas a diario con plátanos y naranjas, y disfrutaba del chocolate, a veces llegando a consumir un kilogramo (2,2 libras) por semana. Después de la comida, fumaba un cigarrillo y bebía una pequeña cantidad de vino de Oporto. Por la tarde, tomaba una siesta de dos horas en su sillón y luego visitaba a sus vecinos en el hogar de ancianos, contándoles las últimas noticias que había escuchado en la radio. Al caer la noche, cenaba rápidamente, volvía a su habitación, escuchaba música (su mala vista le impedía disfrutar de su pasatiempo de los crucigramas), fumaba un último cigarrillo y se iba a la cama a las 22.00 horas. Los domingos iba a misa y los viernes a vísperas, y le rezaba regularmente a Dios, le pedía ayuda y se preguntaba por el más allá.

### Seguimiento médico
Los análisis de sus muestras de sangre estaban en rangos normales entre las edades de 111-114, sin signos de deshidratación, anemia, infección crónica o deterioro renal. El análisis genético del sistema HLA reveló la presencia del alelo DR1, común entre los centenarios. Una evaluación cardiológica reveló una hipertrofia ventricular izquierda moderada con una dilatación auricular izquierda leve y arritmia extrasistólica. La radiología reveló osteoporosis difusa, así como osteoartritis incipiente en la cadera derecha. Un examen de ultrasonido no mostró anomalías de los órganos internos. En esta etapa, Calment todavía estaba en buen estado de salud y continuaba caminando sin bastón. Se cayó en enero de 1990 (a la edad de casi 115 años) y se fracturó el fémur, lo que requirió cirugía; posteriormente, comenzó a utilizar una silla de ruedas y abandonó su rutina diaria.
A la edad de 115 años, Calment atrajo la atención de los investigadores Jean-Marie Robine y Michel Allard, quienes colaboraron con su médico de cabecera, Victor Lèbre, para entrevistarla, verificar su edad e identificar los factores que promovieron su longevidad. Según su análisis de un año, la visión de Calment estaba gravemente afectada por cataratas bilaterales, pero se negó a someterse a una operación de rutina para recuperar su vista; tenía un corazón moderadamente débil, tos crónica y ataques de reumatismo. Por otro lado, su digestión siempre fue buena, dormía bien y no tenía incontinencia. Durante los últimos años, medía 137 cm (4 pies 6 pulgadas) de alto y pesaba 40 kg (88 libras); confirmó que siempre había sido de baja estatura y había perdido peso en los últimos años. Sus ojos eran de un gris claro y su cabello blanco había sido castaño.
A la edad de 118 años, fue sometida a repetidas pruebas neurofisiológicas y una tomografía computarizada. Las pruebas mostraron que su memoria verbal y fluidez del lenguaje eran comparables a las de personas con el mismo nivel de educación en sus ochenta y noventa años. Las funciones del lóbulo cerebral frontal estaban relativamente a salvo del deterioro y no había evidencia de enfermedad neurológica progresiva, síntomas depresivos u otra enfermedad funcional. Se observó que su funcionamiento cognitivo mejoró ligeramente durante el período de seis meses. Según se informó, Calment permaneció «mentalmente lúcida» hasta el final de su vida.